# Племенная знать
Племенная знать (родоплеменной знать) — социальный слой, существующий на стадии позднепервобытного общества в рамках вождества, промежуточной между общиной и государством формой социополитичой организации с централизовованным управлением. Наряду с вождём принимают участие в управлении и составляют наследственную иерархию. В рамках вождества имеет место социальное и имущественное неравенство, но отсутствует формальный и легальный репрессивный и принудительный аппарата. Большинство исследователей считает вождество и его социальные группы универсальной стадией в развитии политической организации. Появление племенной знати и развитие имущественного расслоения предшествуют разложению племени. В силу своих связей с отдельными группировками внутри общества и следующих из этого центробежных тенденций племенная знать противостоит центральной власти. Племенная знать рассматривается как основной носитель трайбализма.
Принудительное отчуждение прибавочного продукта возникает уже в догосударственный период, в так называемом ранжированном обществе, в связи с функциональной дифференциацией общества, в котором зарождаются первые потестарные структуры, и укрепляется с возникновением социальной и имущественной дифференциации. Неравенство социальных статусов в доступе к использованию избыточного продукта вызывало нарастание социальной и имущественной дифференциации. Её закрепление в иерархии статусов характеризует складывание так называемого стратифицированного общества, на основе которого и возникает государство: потестарные структуры начинают выполнять отдельные функции государственной власти.
При переходе к государственной организации наряду с перераспределением возникает организованный сбор прибавочного продукта в форме фиксированных даней. Важной функцией государства стала охрана складывающейся территории, на которую распространилась его власть, поэтому выделяется профессиональный военный слой, не связанный с общинной и племенной организацией. Расслоение внутри военной страты ведёт к образованию военной аристократии, которая частично сливается с родоплеменной знатью, частично оттесняет её; при этом родоплеменная знать которая в силу связей с отдельными группами внутри общества и вытекающих центробежных тенденций противостоит центральной власти. Функции государства на данном этапе выполняются главным образом военной организацией.
Судя по топографии погребений в ладье, скандинавская племенная знать, в особенности в Средней Швеции, уже в вендельскую эпоху отличалась большой активностью и мобильностью как в процессах внутренней колонизации, так и в своих связях с континентальными территориями. В древней Скандинавии племенная знать контролировала торговлю по торговому пути, в VI—VII веках достигшему Свеаланда. На севере будущей Руси местной население вовлекалось в торговлю и обслуживание Балтийско-Волжского торгового маршрута, племенная знать контролировала эту деятельность, в результате чего возрастала социальная стратификация. предполагается, что сбор дани проводился местной племенной знатью внутри каждого из племен; часть этой дани поступала затем в торговлю по Балтийско-Волжскому пути, которую осуществляли в основном скандинавами. Участие в международной торговле создало общность интересов скандинавских купцов и местной племенной знати, что требовало в целом мирного сосуществования этнических общностей финских, славянских племён и скандинавов при контроле последних над торговлей. «Историческим ядром» сказания о призвании варягов в 862 году, вокруг которого сформировалось повествование, предположительно был «ряд», соглашение племенной знати северо-западных племен и предводителя одного из скандинавских отрядов, которые осели на этой территории.
С конца IX века скандинавы активно включились в процессы государствообразования и стали ведущей силой в консолидации племенных земель и осуществлении верховной власти. Они образовали новую, военную элиту, вытеснив и частично и истребив, племенную знать. Позднее скандинавы представляли подходящую нейтральную и организованную силу, которую русские князья использовали против родоплеменной знати с целью объединения разноэтничных территорий.
В дружинном эпосе в качестве метонимии, замещения частью целого, дружина и племенная знать отождествляются со всем племенем или народом. Так, выражение «все даны», в «Беовульфе» относятся только к королевской дружине; выражению «вся русь» в русских летописях соответствует «дружина многа».